# Sam Kerr
Samantha May Kerr, född den 10 september 1993 i East Fremantle, är en australisk fotbollsspelare (anfallare) som spelar för Chelsea och det australiska landslaget. 
Kerr har deltagit i fyra världsmästerskap: i Tyskland 2011, i Kanada 2015, i Frankrike 2019 och i Australien och Nya Zeeland 2023. I 2019 års turnering blev hon målskytt när hon gjorde 1–0 på straffretur i 1–2-förlusten mot Italien. Inför turneringen hade hon gjort 31 mål på 77 landskamper.
I november 2019 värvades Kerr av WSL-klubben Chelsea, där hon skrev på ett 2,5-årskontrakt.